# Intervention fédérale (Brésil)
Pour les articles homonymes, voir Intervention fédérale.
Dans la république fédérative du Brésil, l’autorité centrale est, aux termes de la constitution de 1988 et dans certains cas rigoureusement définis, habilitée à intervenir politiquement dans l’un des États fédérés ou dans le District fédéral. À cet effet est établi, par les soins du président de la république, un décret dit d’intervention, lequel devra, avant mise à exécution, être préalablement examiné et approuvé par le parlement. Une telle intervention fédérale, qui est censée rester toujours une mesure d’exception, peut se justifier dans un certain nombre de cas de figure, dont une liste limitative est donnée dans la constitution, et qui concernent des situations où se trouvent, potentiellement ou de fait, compromis l’intégrité nationale, la normalité institutionnelle, ou les principes constitutionnels républicains que sont l’intérêt collectif, la souveraineté populaire et la démocratie. 
Le décret d’intervention peut être pris soit à l’initiative du président de la république lui-même, soit après sollicitation par les autorités de l’État fédéré concerné ou, notamment là où l’ordre judiciaire est en cause, par le Tribunal suprême. Le décret peut avoir pour effet d’annuler telle décision illicite d’une autorité locale ou, si le pouvoir exécutif de l’État fédéré concerné est en cause, d’évincer du pouvoir son gouverneur et de le remplacer par un interventeur fédéral chargé d’assumer ses attributions. En tout état de cause, la procédure de l’intervention fédérale suspend temporairement l’autonomie de l’entité politique visée afin de préserver l’existence et l’intégrité de la fédération.
Dans l’histoire du Brésil (avant la promulgation de la constitution de 1988), les présidents Emílio Garrastazu Médici, Floriano Peixoto et Getúlio Vargas eurent recours à des interventeurs fédéraux.

## Considérations générales
Le décret d’intervention fédérale n’est pris qu’à titre absolument exceptionnel, face à des situations extraordinaires, après qu’il a été établi que les conditions d’une telle mesure sont bien présentes et démontré que la mesure est raisonnable, appropriée et strictement proportionnée. 
L’intervention fédérale consiste en ce que l’Union fédérale, par l’intermédiaire de son délégué, assume, temporairement et exceptionnellement, l’exercice des compétences appartenant normalement à l’État fédéré (appelé aussi État membre). Il s’agit donc d’un empiètement sur la sphère de pouvoir normalement réservée aux États membres afin d’assurer le degré d’unité et d’uniformité indispensables à la pérennité de la fédération. L’intervention fédérale en effet vise à préserver l’unité et la souveraineté de l’État fédéral et des entités autonomes de l’Union, des États fédérés, du District fédéral et des municipalités. La mesure, qui tend ainsi à la suppression temporaire de l’autonomie d’une entité fédérée déterminée, ne peut se fonder que sur la survenue d’un des seuls cas de figure dont la liste limitative est contenue dans le texte constitutionnel. 
En règle générale, l’Union ne peut intervenir dans les États membres et dans le District fédéral que moyennant un décret du président de la république (art. 84, alinéa X, de la constitution fédérale), de même que les États membres ne sont habilités à intervenir dans les municipalités situées sur leur territoire qu’en vertu d’une décision du gouverneur de l’État fédéré concerné, c’est-à-dire par un acte personnel du chef de l’exécutif ; l’Union en revanche n’a pas vocation à intervenir directement dans les municipalités, hormis dans celles sises dans d’un territoire fédéral (art. 34). Ainsi, pour ce qui est des municipalités, la seule instance politique ayant la faculté d’y intervenir est l’État membre.
La mesure a pour but de restaurer la normalité institutionnelle (c’est-à-dire le plein fonctionnement de la démocratie et des lois), la crédibilité des institutions politiques et des acteurs publics, ainsi que de garantir le respect nécessaire du principe constitutionnel républicain (c’est-à-dire la prémisse que, dans chaque situation juridique, l’intérêt de la majorité doit toujours prévaloir), de la souveraineté populaire (au moyen d’une clarification de la responsabilité des élus) et de la démocratie.
Dans les cas où l’intervention n’est pas sollicitée par le pouvoir judiciaire, le président de la république peut agir d’initiative, dans le respect des critères d’adéquation et d’opportunité. Le décret d’intervention peut tendre à interrompre l’effectivité des décisions incriminées (c’est-à-dire à rendre sans effet les actes suspects ou illégaux), à évincer les autorités impliquées et à nommer un interventeur, entre autres mesures. Dans le cas de l’évincement des autorités, celles-ci ne pourront réintégrer leur poste que lorsque toute entrave à la loi aura cessé d’exister.

## Situations pouvant justifier une intervention fédérale
Aux termes de l’article 34 de la constitution fédérale brésilienne, l’Union fédérale n’est autorisée à intervenir à l’encontre d’un État fédéré ou dans le District fédéral que dans les cas de figure dont la liste restrictive est donnée dans la constitution ; ces cas hypothétiques constituent des situations susceptibles de mettre en péril, potentiellement ou de fait, l’unité nationale elle-même et l’intégrité de la fédération. Le professeur de droit constitutionnel José Afonso da Silva précise à ce sujet :

« Les présupposés de fond de l’intervention fédérale dans les États (fédérés) représentent des situations critiques qui mettent en danger la sécurité de l’État, l’équilibre fédératif, les finances de l’État membre et la stabilité de l’ordre constitutionnel. Il s’agit d’une institution typique de la structure de l’État fédéral (...). »

Il apparaît donc clairement que l’intervention ne saurait être la règle, mais au contraire une mesure exceptionnelle de défense de l’État fédéral et de protection des entités fédérées qui le composent. C’est une institution essentielle du système fédératif qui n’est mis en œuvre que lorsqu’une menace pèse sur l’intégrité nationale et sur la tranquillité publique. Il est utile de rappeler ce qu’en écrivit le constitutionnaliste Celso Ribeiro Bastos :

« L’intervention est autorisée pour repousser une invasion étrangère et pour empêcher que le mauvais usage de l’autonomie par les États membres n’aboutisse à l’invasion d’un État fédéré par un autre, à une perturbation de l’ordre, à la corruption des pouvoirs publics de l’État fédéré, à la mise en cause de l’autonomie municipale. »

Les cas de figure justifiant une intervention fédérale s’énumèrent comme suit :
- Menace sur l’intégrité nationale ;
- Invasion étrangère ou invasion d’un État fédéré par un autre ;
- Nécessité de mettre fin à de graves troubles à l’ordre public ;
- Nécessité de garantir le libre exercice de tous les Pouvoirs dans les entités de la Fédération ;
- Nécessité de réorganiser les finances d’un État de la Fédération qui aurait été amené à :
  - suspendre le remboursement de la dette légitime pendant deux années consécutives, sauf cas de force majeure ;
  - cesser de verser aux municipalités, dans les délais établis par la loi, les recettes fixées dans la constitution ;
- Nécessité de pourvoir à l’exécution de la loi fédérale ou d’une décision judiciaire ;
- Nécessité d’assurer le respect des principes constitutionnels suivants :
  - la forme républicaine, le système représentatif et le régime démocratique ;
  - les droits de l’homme ;
  - l’autonomie municipale ;
  - la reddition de compte par l’administration publique, directe et indirecte ;
  - l’affectation de la part minimale requise des recettes fiscales de l’entité fédérée, y compris celles provenant de transferts, à la préservation et au développement de l’enseignement scolaire et aux actions et services de santé publique.

## Types d’intervention fédérale
Suivant les cas, le président de la république peut agir d’office (intervention spontanée) ou doit accéder à la demande soit des autorités d'une entité fédérée, soit des plus hautes instances judiciaires fédérales.

### Intervention «spontanée»
Par intervention spontanée, l’on entend une intervention décidée à l’initiative du président de la république, sans qu’il soit nécessaire qu’elle ait été sollicitée (« provoquée ») par les autorités de l’État membre concerné ou par le Tribunal suprême. Le président de la république peut agir d’office (intervention spontanée), là où il s’agit de préserver l’intégrité nationale, de repousser une invasion étrangère, de mettre un terme à une grave menace sur l’ordre public, ou de réorganiser les finances de telle entité fédérée. Dans ce type d’intervention, le président est cependant toujours tenu d’entendre le Conseil de la république ainsi que le Conseil de la défense nationale, avant d’être habilité à décréter discrétionnairement l’intervention.

### Intervention «provoquée»
Le président de la république peut aussi être porté à émettre un décret interventif soit sur les instances de pouvoirs locaux, soit à la suite d’une réquisition émanant du Tribunal suprême fédéral (en portugais Supremo Tribunal Federal, en abrégé STF) ou d’un autre tribunal supérieur. L’intervention dite provoquée peut donc être mise en œuvre selon deux modalités : 1) après sollicitation, la mesure étant alors prise en défense des pouvoirs exécutif et législatif de l’entité fédérée, et 2) après réquisition —modalité dénommée également intervention liée (intervenção vinculada) — où le président de la république doit donner suite à injonction de la part de la haute autorité judiciaire, laquelle aura auparavant pris soin de vérifier la nécessité d’intervention dans telle entité de la fédération pour violation de la norme constitutionnelle.

## Procédure
Outre l’existence de faits concrets dûment constatés et propres à justifier l’acte d’intervention, la constitution subordonne la validation du décret au respect de certaines règles formelles, définies à l’art. 36 de la constitution. Tout d’abord, l’intervention fédérale est toujours rendue effective moyennant décret du président de la république (alinéa 1er) et après audition du Conseil de la république (art. 90, alinéa 1er), lequel Conseil spécifie l’ampleur de l’intervention envisagée ainsi que son délai et les conditions de son exécution, et, s’il y a lieu, nomme l’interventeur. Le décret devra cependant encore être soumis pour avis au Congrès national, qui est tenu de rendre son avis endéans les vingt-quatre heures, et qui, au cas où il serait en congé, devra être convoqué en session extraordinaire (art. 36, alinéas 2e et 3e). Au cas où le Congrès réprouve la mesure, l’intervention sera considérée inconstitutionnelle, et si ce nonobstant l’exécution du décret était maintenu par le président, celui-ci serait considéré coupable de forfaiture (crime de responsabilité) en vertu de l’art. 85, alinéa II, de la constitution. 
Les exigences formelles sont exposées dans les quatre alinéas de l’art. 36 et peuvent s’énumérer comme suit : 
1) au cas où il y a entrave au libre exercice des pouvoirs exécutif ou législatif de l’État membre, l’intervention dépendra de la sollicitation de la part du pouvoir empêché et, si l’entrave touche le pouvoir judiciaire, d’une réquisition de la part du Tribunal suprême fédéral (STF) ; 
2) en cas de désobéissance à une ordonnance ou à une décision judiciaire par un État membre, le décret d’intervention devra s’assortir d’une réquisition du STF, du Tribunal supérieur de Justice ou du Tribunal supérieur électoral ; 
3) en cas de non-respect de l’un quelconque des principes constitutionnels énumérés à l’art. 34, alinéa VII, la décision d’intervention dépendra de l’admonestation (représentation) du procureur général de la république, telle qu’établie par le STF ; 
4) en cas de non exécution de la loi fédérale, l’admonestation du procureur général de la république, telle qu’établie par le STF, sera requise.

### Nomination d’un interventeur et évincement des autorités locales
Si nécessaire, le président de la république nommera un interventeur, éloignant par là même du pouvoir les autorités locales concernées. Il n’y aura lieu de recourir à une telle nomination que si l’exécutif de l’entité fédérée objet de l’intervention est en cause et donc que si l’évincement des autorités locales apparaît nécessaire, l’interventeur étant en effet alors appelé à exercer les fonctions du gouverneur. De plus, le nom de l’interventeur fédéral devra figurer dans le décret d’intervention. L’interventeur sera considéré comme serviteur public fédéral et ses compétences et fonctions seront placées dans les limites prescrites par le décret interventif. 
Le décret présidentiel sera effectif sitôt promulgué, conférant la légitimité à toutes les actions qui viendront à être conduites dans le cadre de l’intervention.
Dès que les motifs de l’intervention auront cessé de prévaloir, les autorités locales écartées de leurs postes seront rétablies dans leurs fonctions, sauf empêchement légal.

### Rôle des instances judiciaires fédérales
Dans les cas d’entrave au libre exercice des pouvoirs exécutif ou législatif de l’État membre, l’intervention sera conditionnée par une demande émanant du pouvoir entravé lui-même et, si l’entrave frappe le pouvoir judiciaire, par une réquisition du Tribunal fédéral suprême (STF). De même, en présence d’une désobéissance de la part de l’État membre à une ordonnance ou décision judiciaire, le décret d’intervention devra être assorti d’une réquisition du STF, du Tribunal supérieur de justice ou du Tribunal supérieur électoral. Dans les cas de non-respect de l’un quelconque des principes constitutionnels recensés à l’art. 34, alinéa VII, la prise du décret d’intervention sera assujetti au dressement d’une admonestation (« representação ») par le procureur général de la république, en concertation avec le STF. Enfin, quand il y a inexécution de la loi fédérale, une admonestation préalable du procureur général de la république sera requise, également en concertation avec le STF.
L’article 129 de la constitution dispose : « les fonctions institutionnelles du ministère public sont : IV. Engager l’action en inconstitutionalité ou dresser l’acte d’admonestation en vue de l’intervention de l’Union et des États, dans les cas prévus dans la présente Constitution ».
Aux termes de la constitution, il y a donc non seulement légitimité pour le procureur général de la république de juger d’une telle mesure, mais aussi compétence de la Cour suprême à évaluer la demande et requérir auprès du président de la république l’intervention fédérale.

### Rôle du Congrès national
Le Congrès national est tenu d’accomplir, dans un délai de 24 heures, l’examen politique du décret d’intervention qui lui est soumis par l’exécutif. Aux termes de l’art. 49, alinéa IV, de la constitution, le Congrès national devra ainsi soit approuver l’intervention fédérale proposée, soit l’improuver par la voie d’un décret législatif portant suspension du décret d’intervention. En cas de rejet, le président de la république devra en faire cesser immédiatement l’exécution, sous peine d’accusation de crime de responsabilité. C’est seulement dans des cas exceptionnels que l’on pourra se dispenser de soumettre le décret à l’examen préalable par le Congrès national.
L’intervention fédérale est une mesure d’intérêt national et de garantie mutuelle. Lorsque l’Union intervient dans un État fédéré déterminé, tous les États fédérés interviennent conjointement, étant donné que le décret d’intervention est tributaire du Congrès national, qui exprime à la fois la volonté des États membres, représentée par les sénateurs, et la volonté du peuple, représentée par les députés.
La compétence du Congrès national se limite à délibérer de l’ampleur, du délai et des conditions d’exécution, et des circonstances de l’intervention — éléménts dont devra impérativement faire état le décret d’intervention, sous peine de rejet immédiat pour cause de non-respect des exigences constitutionnelles contenues dans l’alinéa 1er de l’art. 36 de la constitution fédérale. L’intervention se transformerait en acte inconstitutionnel dès le moment où il est rejeté par le Congrès national ; s’il venait à être maintenu néanmoins, il constituerait une atteinte aux pouvoirs constitutionnels de l’État, constitutive de crime de responsabilité du président de la république (art. 85, alinéa II, de la constitution).
Si, conformément à l’article 84, alinéa 10, de la constitution, il incombe donc personnellement au président de la république de décréter et de faire exécuter l’intervention fédérale, le décret interventif cependant dépendra, par disposition légale et sauf cas spécifiques, de l’appréciation qu’en fera le parlement, en particulier : 
- dans les cas visés aux alinéas I, II, III et V de l’art. 34, à savoir les décrets émanant du président de la république, après consultation préalable du Conseil de la république ;
- dans les cas visés à l’alinéa I de l’art. 34 (« garantir le libre exercice de chacun des pouvoirs dans les entités de la fédération »), où le décret résulte d’une demande du pouvoir législatif ou du pouvoir exécutif entravé, ou d’une réquisition du STF, si l’entrave s’exerce contre le pouvoir judiciaire ;
- en cas de désobéissance à un ordonnance ou à une décision judiciaire, où le décret d’intervention fait suite à une réquisition du STF, du Tribunal supérieur de justice ou du Tribunal supérieur électoral ;
- dans les cas de nécessité de garantir les principes constitutionnels recensés dans les alinéas VII, a, b, c et d, de l’art. 34, après examen par le STF ou après admonestation (« representação ») du procureur général de la république ;
- dans les cas de refus d’exécution de la loi fédérale, après examen par le STF ou après admonestation prononcée par le procureur général de la république.

## Effets
L’intervention peut produire des effets différents, selon la cause ayant motivé son déclenchement. 
Dans les cas où la mesure a été motivée par le non accomplissement de la loi fédérale, la non exécution d’une ordonnance ou d’une décision judiciaire, ou encore par le non-respect des principes constitutionnels, le décret se bornera à suspendre l’exécution de l’acte incriminé (art. 36, alinéa 3), c’est-à-dire de celui qui enfreint la loi fédérale ou l’ordonnance judiciaire, ou qui va à l’encontre des principes constitutionnels. Dans ce cas de figure, la désignation d’un interventeur fédéral serait superfétatoire, attendu qu’il y aurait alors aucune nécessité de mise à l’écart du gouverneur ou des instances du pouvoir législatif. Si le décret vise le pouvoir exécutif de l’État membre, l’évincement temporaire du gouverneur et son subséquent remplacement par un interventeur préalablement nommé apparaîtra nécessaire. S’il vise le pouvoir législatif, les députés seront suspendus et leurs attributions passeront aux mains du gouverneur, celui-ci exerçant alors également les fonctions législatives de l’État concerné. 
Aussitôt que les motifs ayant présidé à la prise du décret d’intervention auront cessé d’exister, les autorités évincées pourront reprendre l’exercice de leurs attributions ordinaires, sous réserve qu’elle n’en soient pas légalement empêchées (art. 36, alinéa 4), notamment en cas d’engagement d’une procédure de destitution (impeachment).
Toutefois, l’effet principal découlant de l’application de l’intervention fédérale est la désactivation temporaire de l’autonomie de l’État fédéré, laquelle autonomie se traduit typiquement par les principes d’auto-organisation, d’auto-gouvernement et d’auto-législation ; or, par la procédure d’intervention, l’Union fédérale se propose d’interférer dans l’administration d’un de ses membres.

## Interventions fédérales sous l’Estado Novo
Dans le tableau ci-dessous, certains des interventeurs fédéraux étaient déjà dans l’exercice de leur fonction avant le 10 novembre 1937, date d’instauration du régime de l’Estado Novo. Après la destitution de Getúlio Vargas le 29 octobre 1945, les interventeurs quittèrent leur poste dans les quelques jours qui suivirent.
En accord avec l’art. 8 de l’Acte des dispositions transitoires de la constitution de 1946, les territoires fédéraux de Ponta Porã et d’Iguaçu furent réintégrés dans le Mato Grosso et le Paraná, respectivement. Dans le relevé ci-dessous ont été portés les territoires fédéraux, supprimés depuis, de l’Acre, de Fernando de Noronha, de Guaporé et de Rio Branco, bien que dans le cas des territoires fédéraux la désignation appropriée soit celle de gouverneur nommé.
Il est à souligner que dans le cas du District fédéral, les mandataires de l’intervention fédérale recevaient le titre de maire (prefeito) de Rio de Janeiro, la fonction de gouverneur n’apparaissant en effet, en l’espèce, qu’à la suite de l’amendement constitutionnel n°1 du 17 octobre 1969 par lequel Brasília devint capitale du pays en lieu et place de Rio de Janeiro.
| Drapeau | État fédéré         | UF  | Interventeurs                                                                                          | Début de mandat     | Fin de mandat       |
| ------- | ------------------- | --- | --- | ------------------- | ------------------- |
|         | Acre                | AC  | Epaminondas Martins Oscar Passos Silvestre Coelho                                                      | 1937 1941 1942      | 1941 1942 1950      |
|         | Alagoas             | AL  | Osman Loureiro de Farias José Maria Neves Ismar de Góis Monteiro                                       | 1935 1940 1941      | 1940 1941 1945      |
|         | Amapá               | AM  | Janary Gentil Nunes                                                                                    | 1944                | 1955                |
|         | Amazonas            | AM  | Álvaro Maia                                                                                            | 1935                | 1945                |
|         | Bahia               | BA  | Antônio Dantas Landulfo Alves Renato Pinto Aleixo Bulcão Viana                                         | 1937 1938 1942 1945 | 1938 1942 1945 1946 |
|         | Ceará               | CE  | Menezes Pimentel Benedito Santos                                                                       | 1935 1945           | 1945 1946           |
|         | District fédéral    | DF  | Olímpio de Melo Henrique Dodsworth                                                                     | 1935 1937           | 1937 1945           |
|         | Espírito Santo      | ES  | João Punaro Bley Jones dos Santos Neves José Rodrigues Sette                                           | 1930 1943 1945      | 1943 1945           |
|         | Fernando de Noronha | FN  | Francisco Gil Castelo Branco Ângelo Mendes de Moraes Tristão de Araripe Félix Brilhante Mário Imbiriba | 1942 1943 1944 1945 | 1943 1944 1945 1951 |
|         | Goiás               | GO  | Pedro Ludovico                                                                                         | 1930                | 1945                |
|         | Guaporé             | n/d | Aluísio Ferreira                                                                                       | 1943                | 1946                |
|         | Iguaçu              | n/d | João Nascimento Frederico Trotta                                                                       | 1943                | 1946                |
|         | Maranhão            | MA  | Paulo Ramos Clodomir Cardoso                                                                           | 1936 1945           | 1945                |
|         | Mato Grosso         | MT  | Júlio Müller Jonir de Oliveira Souza                                                                   | 1937 1969           | 1945 1970           |
|         | Minas Gerais        | MG  | Benedito Valadares                                                                                     | 1933                | 1945                |
|         | Pará                | PA  | Gama Malcher Miguel Pernambuco Magalhães Barata                                                        | 1935 1943           | 1943 1945           |
|         | Paraíba             | PB  | Argemiro Figueiredo Antônio Guedes Rui Carneiro Samuel Duarte                                          | 1935 1940 1945      | 1940 1945           |
|         | Paraná              | PR  | Manuel Ribas                                                                                           | 1932                | 1945                |
|         | Pernambouc          | PE  | Amaro Vilanova Agamenon Magalhães Etelvino Lins                                                        | 1937 1945           | 1937 1945           |
|         | Piauí               | PI  | Leônidas Melo                                                                                          | 1935                | 1945                |
|         | Ponta Porã          | n/d | Ramiro Noronha                                                                                         | 1943                | 1946                |
|         | Rio Branco          | n/d | Ene Garcez                                                                                             | 1944                | 1946                |
|         | Rio de Janeiro      | RJ  | Heitor Collet Amaral Peixoto                                                                           | 1937                | 1937 1945           |
|         | Rio Grande do Norte | RN  | Rafael Fernandes Antônio Dantas Georgino Avelino                                                       | 1935 1943 1945      | 1943 1945           |
|         | Rio Grande do Sul   | RS  | Daltro Filho Maurício Cardoso Cordeiro de Farias Ernesto Dorneles                                      | 1937 1938 1943      | 1938 1943 1945      |
|         | Santa Catarina      | SC  | Nereu Ramos                                                                                            | 1935                | 1945                |
|         | São Paulo           | SP  | Cardoso de Melo Neto Francisco Silva Júnior Ademar de Barros Fernando Costa Sebastião Nogueira de Lima | 1937 1938 1941 1945 | 1938 1941 1945      |
|         | Sergipe             | SE  | Erônides de Carvalho Milton Azevedo Augusto Maynard Francisco Leite                                    | 1935 1941 1942 1945 | 1941 1942 1945      |